# Pluto på jaktstigen
Pluto på jaktstigen (även Musse Pigg på jakt) (engelska: The Pointer) är en amerikansk animerad kortfilm med Musse Pigg från 1939.

## Handling
Musse Pigg tar med sig sin hund Pluto på jakt i skogen för att lära honom hur man pekar ut bytet.

## Om filmen
Filmen är den 106:e Musse Pigg-kortfilmen som producerades och den tredje och sista som lanserades år 1939.
Figuren Musse Pigg fick i denna film en ny animationsdesign som också är den som används än idag. Denna design utvecklades av animatören Fred Moore.
Filmen nominerades till en Oscar för bästa animerade kortfilm, men förlorade till förmån för Den fula ankungen som också producerats av Disney.
Filmen hade svensk premiär den 20 oktober 1939 på biografen Saga i Stockholm och visades som förfilm till långfilmen Ungkarlsmamman.

## Rollista
- Walt Disney – Musse Pigg
- Pinto Colvig – Pluto
- James MacDonald – björnen[7]